# 马里亚斯泰因修道院

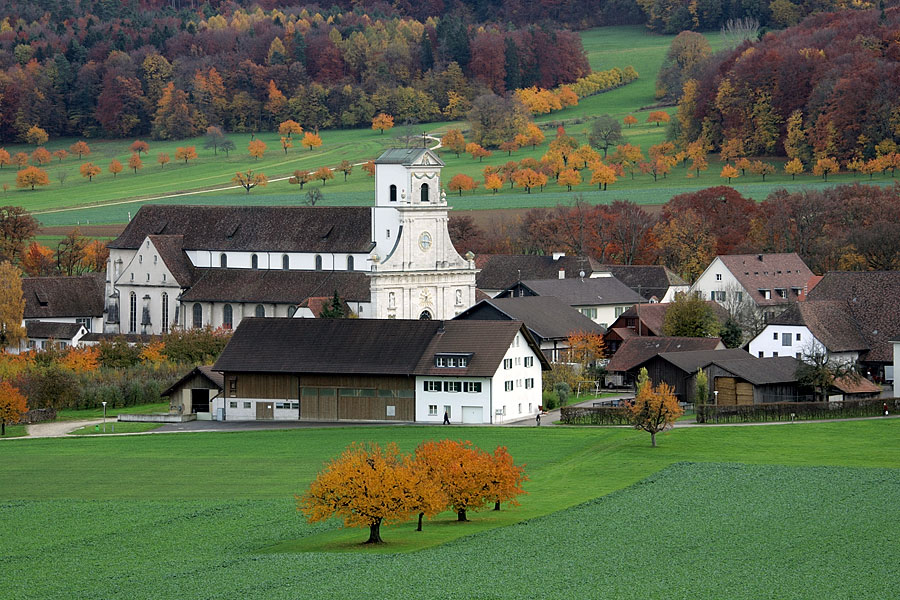

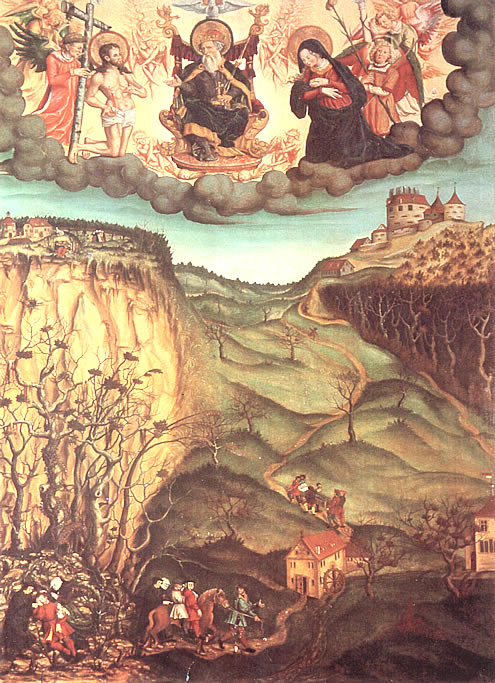

马里亚斯泰因修道院 (Kloster Mariastein)是一座本笃会修道院，位于瑞士索洛圖恩州的梅策倫-馬里亞斯泰因。.
马里亚斯泰因仅次于艾因西德倫，是瑞士第二重要的朝圣地。在恩宠小堂（Gnadenkapelle）上面，现在是一个晚期哥特式三通道教堂，内部为巴洛克式，而立面为古典主义风格。

## 历史
马里亚斯泰因起源于14世纪末的朝圣地，传说中圣母玛利亚奇迹的发生地点。1434年第一次记载了一座石头小堂，由巴塞尔的奥斯定会负责。
1648年，本笃会的马里亚斯泰因修道院在此成立，本笃会的已败落的拜恩维尔修道院的残余也搬来加入。马里亚斯泰因修道院无论是作为复兴的本笃会修道院，还是作为朝圣地的推动者和管理者，都非常成功，在当时非常重要。
修道院曾两度被取缔，一次是在1792年法国大革命期间，另一次是在1874年，由于瑞士政府与罗马天主教会之间的冲突，被称为文化斗争（Kulturkampf）,此后修士们被迫流亡，先是去法国的代勒，1902年，由于法国的法律变化，又遭驱逐。一度在奥地利哈萊因附近的德恩贝格，最后在奥地利的布雷根茨。当布雷根茨的修道院被盖世太保关闭时，修士们回到马里亚斯泰因，他们于1941年获得庇护。1971年，修道院正式重建。